# Alingsås och Vårgårda Räddningstjänstförbund
Alingsås och Vårgårda Räddningstjänstförbund (AVRF) är ett kommunalförbund med Alingsås kommun och Vårgårda kommun som medlemmar. Förbundet ansvarar för räddningstjänstverksamheten i medlemskommunerna.
Förbundet bildades 2009 och består av en heltidsstation i Alingsås och två beredskapsstationer, en i Sollebrunn och en i Vårgårda.
Antalet anställda är ca 90, varav huvuddelen är heltidsanställd räddningspersonal samt deltidsanställd räddningspersonal i beredskap (RIB).
Sedan 2024 ingår förbundet i Räddningsledningssystem Älvsborg med ledningscentral i Borås. Ledningssystemet är bildat av AVRF och Södra Älvsborgs Räddningstjänstförbund. 2019–2024 ingick förbundet i räddningsledningssystemet Västra Räddningsregionen med ledningscentral i Göteborg.